# Anna Zawiślak
Anna Zawiślak (ur. 25 lipca 1978 w Lublinie) – polska aktorka teatralna i filmowa.

## Życiorys
Anna Zawiślak urodziła się 25 lipca 1978 roku w Lublinie. Już w czasach licealnych związała się z Teatrem Panopticum, gdzie zaczęła rozwijać swoje umiejętności aktorskie. Po ukończeniu liceum kontynuowała naukę w Państwowej Wyższej Szkole Filmowej, Telewizyjnej i Teatralnej im. Leona Schillera w Łodzi, którą ukończyła w 2001 roku.
Jej profesjonalny debiut teatralny miał miejsce 12 października 2000 roku w przedstawieniu "Wesele. Sceny wybrane" na podstawie dramatu Stanisława Wyspiańskiego, w reżyserii Ewy Mirowskiej, w którym wcieliła się w role Kasi i Kliminy.

## Kariera teatralna
Zawiślak związana była z kilkoma teatrami, w tym z Teatrem im. Juliusza Osterwy w Lublinie, gdzie pracowała w latach 2004–2010. Wystąpiła w wielu znanych spektaklach teatralnych, współpracując z cenionymi reżyserami. 

### Wybrane role teatralne
- "Wesele. Sceny wybrane" (2000) – Kasia i Klimina, reż. Ewa Mirowska, Teatr Studyjny PWSFTviT w Łodzi

- "Amadeus" (2001) – Caterina Cavalieri, reż. Waldemar Zawodziński, Teatr Studyjny PWSFTviT w Łodzi

- "Don Juan" (2004) – Małgośka, reż. Edward Wojtaszek, Teatr im. Juliusza Osterwy, Lublin

- "Czajka" (2005) – Masza, reż. Eugeniusz Korin, Teatr im. Juliusza Osterwy, Lublin

- "Miłość na Krymie" (2006) – Lily Karłowna Swietłowa, reż. Krzysztof Babicki, Teatr im. Juliusza Osterwy, Lublin

- "Dożywocie" (2006) – Opiekunka, reż. Bogdan Ciosek, Teatr im. Juliusza Osterwy, Lublin

- "Opowieści Lasku Wiedeńskiego" (2007) – Emma, reż. Bogdan Tosza, Teatr im. Juliusza Osterwy, Lublin

- "Balladyna" (2008) – reż. Bogdan Ciosek, Teatr im. Juliusza Osterwy, Lublin

- "Rock'n'Roll" (2008) – Magda, reż. Krzysztof Babicki, Teatr im. Juliusza Osterwy, Lublin

## Kariera filmowa i telewizyjna
Anna Zawiślak pojawiła się również na małym ekranie, głównie w polskich serialach telewizyjnych. Wystąpiła między innymi w takich produkcjach, jak:
- "Klan" (od 1997) – urzędniczka

- "Na Wspólnej" (od 2003) – pielęgniarka

- "Blondynka" (2009) – panna młoda

- "M jak miłość" (2010) – sprzedawczyni

- "Barwy szczęścia" (2010) – rehabilitantka Asia

- "Plebania" (2011) – florystka

## Radio
Zawiślak ma również na swoim koncie występ w słuchowisku radiowym. W 2015 roku wcieliła się w rolę przewodniczki po Domu Ludu w słuchowisku "Teatr cieni z architekturą w tle", które zostało wyemitowane w Teatrze Polskiego Radia.